# Josh Currie
Josh Currie, född 29 oktober 1992, är en kanadensisk professionell ishockeyforward som är kontrakterad till Pittsburgh Penguins i NHL och spelar för deras farmarlag Wilkes-Barre/Scranton Penguins i AHL. 
Han har tidigare spelat för Bakersfield Condors i AHL, Gwinnett Gladiators, Bakersfield Condors och Norfolk Admirals i ECHL och Prince Edward Island Rocket i Ligue de hockey junior majeur du Québec (LHMJQ).
Currie blev aldrig NHL-draftad.

## Statistik
| 2008–2009    | Summerside Western Capitals | MHL          | 45  | 8  | 17 | 25  | 7   | —  | — | — | — | — |
| 2009–2010    | Prince Edward Island Rocket | LHJMQ        | 49  | 9  | 6  | 15  | 16  | 5  | 0 | 0 | 0 | 0 |
| 2010–2011    | Prince Edward Island Rocket | LHJMQ        | 52  | 9  | 11 | 20  | 9   | 5  | 0 | 0 | 0 | 0 |
| 2011–2012    | Prince Edward Island Rocket | LHJMQ        | 68  | 30 | 16 | 46  | 33  | —  | — | — | — | — |
| 2012–2013    | Prince Edward Island Rocket | LHJMQ        | 68  | 49 | 55 | 104 | 62  | 6  | 1 | 3 | 4 | 6 |
| 2013–2014    | Gwinnett Gladiators         | ECHL         | 70  | 15 | 16 | 31  | 41  | —  | — | — | — | — |
| 2014–2015    | Bakersfield Condors         | ECHL         | 71  | 14 | 28 | 42  | 49  | —  | — | — | — | — |
| 2015–2016    | Norfolk Admirals            | ECHL         | 13  | 6  | 6  | 12  | 8   | —  | — | — | — | — |
|              | Bakersfield Condors         | AHL          | 53  | 10 | 14 | 24  | 49  | —  | — | — | — | — |
| 2016–2017    | Bakersfield Condors         | AHL          | 67  | 22 | 14 | 36  | 28  | —  | — | — | — | — |
| 2017–2018    | Bakersfield Condors         | AHL          | 68  | 20 | 26 | 46  | 52  | —  | — | — | — | — |
| 2018–2019    | Edmonton Oilers             | NHL          | 1   | 0  | 0  | 0   | 0   | —  | — | — | — | — |
|              | Bakersfield Condors         | AHL          | 49  | 24 | 13 | 37  | 13  | —  | — | — | — | — |
| NHL totalt   | NHL totalt                  | NHL totalt   | 1   | 0  | 0  | 0   | 0   | —  | — | — | — | — |
| AHL totalt   | AHL totalt                  | AHL totalt   | 237 | 76 | 67 | 143 | 142 | —  | — | — | — | — |
| ECHL totalt  | ECHL totalt                 | ECHL totalt  | 154 | 35 | 50 | 85  | 98  | —  | — | — | — | — |
| LHJMQ totalt | LHJMQ totalt                | LHJMQ totalt | 237 | 97 | 88 | 185 | 120 | 16 | 1 | 3 | 4 | 6 |